# Франсіско Хав'єр Гільєн Чапарро
Франсіско Хав'єр Гільєн Чапарро (ісп. Francisco Javier Guillén Chaparro) — іспанський чиновник, президент Королівської авдієнсії Санта-Фе-де-Боготи наприкінці XVI століття, від 1582 року був прокурором (головою Королівського суду) Боготи.